# 高兴文笔塔
高兴文笔塔，又称镇龙塔、镇风水塔，位于云南省大理市挖色镇高兴村委会高兴村东南2公里的农田中，建于民国年间，属于风水塔，相传为镇水患而修建。高兴文笔塔建于民国时期，具体年代有民国八年（1919年）、十四年（1925年）、二十二年（1933年）等说法。为六级方形密檐式空心砖塔，通高约12米，无塔座，底部宽2.5米。五层砖叠涩出檐，每级塔身四面开长方形窗洞，石雕莲花座葫芦形塔刹，塔身逐级收分，造型古拙朴实。2008年9月1日公布为第三批大理市文物保护单位。